# Julio Díaz
Julio Díaz (ur. 24 grudnia 1979 w Jiquilpan) – meksykański bokser, były dwukrotny zawodowy mistrz świata organizacji IBF w kategorii muszej (do 135 funtów).
Rozpoczął karierę w lutym 1999. Przez pierwsze dwa lata stoczył dziewiętnaście walk – wszystkie zakończone zwycięstwem. 6 października 2001 zmierzył się w pojedynku eliminacyjnym IBF z Angelem Manfredym. Sędzia dwukrotnie (w czwartej i dziewiątej rundzie) ukarał Meksykanina odjęciem punktu za ciosy poniżej pasa. W konsekwencji Díaz przegrał walkę na punkty niejednogłośną decyzją sędziów.
Po dwóch i pół roku, 19 marca 2004, ponownie wystąpił w pojedynku eliminacyjnym IBF. Tym razem wykorzystał szansę, wygrywając przez techniczny nokaut w jedenastej rundzie z Amerykaninem Courtneyem Burtonem. 13 maja tego samego roku zmierzył się w pojedynku o tytuł mistrza świata z Javierem Jauregui. Díaz wygrał walkę na punkty decyzją większości.
Díaz szybko zrezygnował z wywalczonego tytułu IBF, aby móc walczyć z Jose Luisem Castillo, posiadaczem pasa mistrzowskiego organizacji WBC. Do pojedynku obu pięściarzy doszło 5 marca 2005. Díaz przegrał przez techniczny nokaut w dziesiątej rundzie, będąc wcześniej dwukrotnie liczony.
W 2005 Meksykanin stoczył jeszcze dwie zwycięskie walki. Następnie 18 maja 2006 wywalczył, w pojedynku z Ricky Quilesem, tymczasowy tytuł mistrza świata IBF. 3 lutego 2007, po znokautowaniu w trzeciej rundzie Jesusa Chaveza, stał się pełnoprawnym mistrzem świata tej organizacji.
13 października 2007, w walce unifikacyjnej z mistrzem świata organizacji WBA i WBO, Juanem Díazem, stracił swój pas mistrzowski, przegrywając przez techniczny nokaut w dziewiątej rundzie.
Na ring powrócił 25 czerwca 2008, pokonując przez techniczny nokaut w piątej rundzie Davida Torresa. Cztery miesiące później wygrał na punkty z Fernando Trejo. W 2009 doznał dwóch porażek. Najpierw w kwietniu niespodziewanie przegrał przez techniczny nokaut w piątej rundzie z Rolando Reyesem, natomiast 31 lipca doznał porażki na punkty z niepokonanym wcześniej Victorem Manuelem Cayo.
14 maja 2010 pokonał na punkty Hernana Ngoudjo w stosunku 97–93, 97–93 i 99–91. Ngoudjo doznał w tym pojedynku złamania szczęki i jednej z kości tworzącej oczodół. 29 stycznia 2011 stoczył kolejny pojedynek a jego rywalem był Pavel Miranda, którego pokonał przez TKO w ósmej rundzie. 13 maja 2011 zmierzył się z byłym mistrzem wagi junior półśredniej Kendallem Holtem przegrywając ten pojedynek przez TKO w trzeciej rundzie.
W Sheffield 27 kwietnia 2013 przegrywa jednogłośnie na punkty  w stosunku 113:114, 113:115 i 112:115 z Anglikiem Amirem Khanem.
26 kwietnia 2014 w Kalifornii Díaz przegrał przez RTD w trzeciej rundzie  z  Amerykaninem Keithem Thurmanem (22-0, 21 KO). Stawką pojedynku było tymczasowe mistrzostwo świata WBA w wadze półśredniej.